# Klausjürgen Wussow
Klausjürgen Wussow (Cammin in Pommern, 30 aprile 1929 – Rüdersdorf bei Berlin, 19 giugno 2007) è stato un attore e pittore tedesco.
In carriera, partecipò, dalla fine degli anni cinquanta in poi, ad oltre un centinaio di produzioni, tra cinema e televisione.

## Biografia
Wussow nacque in Pomerania, uno dei quattro figli di un cantore ed insegnante. Già da scolaro recitava allo Städtebundtheaters nel circondario di Waren, nel Meclemburgo. Dopo il servizio militare in guerra Wussow frequentò dal 1946 il Richard-Wossidlo-Gymnasium di Waren (Müritz). Tra i suoi compagni di classe c'era Heiner Müller.
Complessivamente Wussow si sposò quattro volte. Dal primo matrimonio (1951-60) con l'attrice Jolande Franz (1927–2015) ebbe una figlia. Dal matrimonio con l'attrice Ida Krottendorf (1960-91) nacquero Barbara ed Alexander, entrambi attori. Suo genero è l'attore Albert Fortell. Dal terzo matrimonio (1992-2003) con la giornalista Yvonne Viehöfer, nacque un figlio nel 1993. Nel 2003 si separò e nel 2004 Wussow sposò Sabine Scholz, già vedova del pugile Gustav Scholz.
Negli ultimi anni della sua vita Wussow si trovò ad affrontare una situazione di pesante indebitamento, che secondo i media si aggirava sui tre milioni di euro e che nel 2001 lo costrinse a dichiarare fallimento. Sofferente di demenza, dal luglio 2006 Wussow visse in una casa di cura a Strausberg nel Brandenburgo. Negli ultimi mesi di vita a seguito di una sincope fu ricoverato in terapia intensiva all'ospedale evangelico di Rüdersdorf bei Berlin, dove morì il 19 giugno 2007.

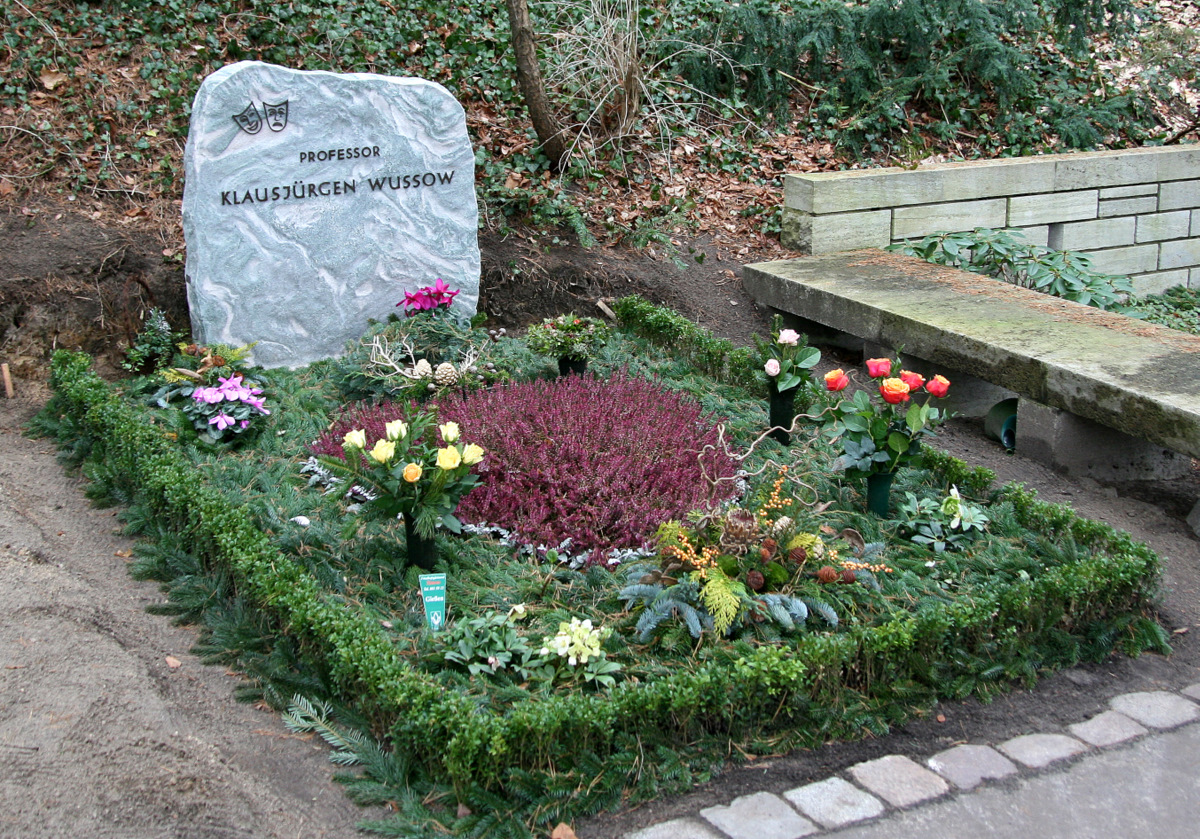
La tomba di Wussow

Nonostante la sua volontà testamentaria del 2000 di essere sepolto accanto alla sua seconda moglie Ida Krottendorf al cimitero di Grinzing, presso Vienna, l'attore il 30 giugno 2007, dopo il funerale celebrato alla Kaiser-Wilhelm-Gedächtniskirche di Berlino, fu sepolto al cimitero in Heerstraße, nel quartiere berlinese di Westend. Secondo le ultime volontà di Wussow, il sermone fu tenuto dal parroco televisivo Jürgen Fliege, che in seguito ha poi dispensato anche la benedizione sulla tomba.

### Teatro
Dopo il debutto alla Volksbühne di Schwerin, la carriera teatrale di Wussow si sviluppò tra gli altri all'Hebbel-Theater ed al Theater am Schiffbauerdamm di Berlino, nonché ai teatri cittadini di Francoforte, Düsseldorf, Colonia, Zurigo e Monaco di Baviera. Dal 1964 al 1986 fu membro del Wiener Burgtheater.

### Televisione
Negli anni Settanta Wussow fu attivo soprattutto come attore in serie televisive, ad esempio nei 26 episodi della serie Der Kurier der Kaiserin nella parte del Tenente von Rotteck. Recitò anche nella serie Sergeant Berry nel ruolo di protagonista, che però abbandonò dopo 13 episodi, sostituito da Harald Juhnke, e in Ringstraßenpalais.
Il grande successo di pubblico venne con il ruolo del professor Brinkmann nei 70 episodi de La clinica della Foresta Nera (1985-88) della ZDF. Inizialmente Wussow ricevette il permesso di girare la serie da Claus Peymann, l'allora direttore del Burgtheater. Ma a seguito dell'enorme successo della serie ambientata a Glottertal, nel 1986, dopo l'ultimo spettacolo teatrlare a Vienna, Wussow dall'ensemble del Burgtheater. All'epoca la serie faceva registrare circa 28 milioni di spettatori per episodio, il che gli diede grandissima popolarità. Dato che quello di diventare medico era stato sempre un suo sogno (scrisse anche due libri, Mein Leben als Chefarzt e Professor Brinkmann und ich), egli si dedicò al ruolo del professor Brinkmann con particolare piacere. Dal 1996 al 2003 Wussow interpretò un altro ruolo medico, quello del dottor Frank Hofmann nei 23 episodi della serie televisiva Klinik unter Palmen (1996-2003)  della ARD.
Era anche un volto noto al pubblico per la partecipazione a vari episodi della serie televisiva L'ispettore Derrick.

### Doppiaggio e altre attività
Wussow ebbe successo anche come autore, pittore e doppiatore (tra gli altri, Frollo ne Il gobbo di Notre Dame della Walt-Disney, 1996). Wussow lavorò anche in alcuni radiodrammi, ad esempio nel 1957 nei panni di Peter Koslowski nello sceneggiato in cinque episodi Am grünen Strand der Spree, prodotto dalla SWF con la regia di Gert Westphal.

## Onorificenze
Wussow fu insignito, tra le altre cose, con l'Ordine al merito di Germania della Repubblica Federale Tedesca, con la cittadinanza onoraria della Repubblica Austriaca nonché con una laurea honoris causa austriaca. Nel 1985 vinse la Golden Camera nel 1985 ed il Bambi per il ruolo di Klaus Brinkmann nella serie televisiva La clinica della Foresta Nera. Secondo quanto scritto dallo stesso Wussow nel suo libro Professor Brinkmann und ich (1987), egli donò il Bambi la sera stessa della cerimonia.

## Filmografia

### Cinema
- Donne all'inferno (Blitzmädels an die Front), regia di Werner Klingler (1958)
- Arzt aus Leidenschaft, regia di Werner Klingler (1959)
- Merce bionda (Endstation Rote Laterne), regia di Rudolf Jugert (1960)
- Il cerchio rosso (Der rote Kreis), regia di Jürgen Roland (1960)
- Ferro e fuoco in Normandia (Soldatensender Calais), regia di Paul May (1960)
- Eine Frau fürs ganze Leben, regia di Wolfgang Liebeneiner (1960)
- Agatha, laß das Morden sein!, regia di Dietrich Haugk (1960)
- L'arciere verde (Der grüne Bogenschütze), regia di Jürgen Roland (1961)
- Das letzte Kapitel, regia di Wolfgang Liebeneiner (1961)
- Im 6. Stock, regia di John Olden (1961)
- Il segreto di Budda: Agente 310 - Spionaggio sexy (Heißer Hafen Hong Kong), regia di Jürgen Roland (1962)
- Die Tote von Beverly Hills, regia di Michael Pfleghar (1964)
- Sette killers a caccia del prof. 'Z' (Comando de asesinos), regia di Julio Coll (1966)
- Con la morte alle spalle (Con la muerte a la espalda), regia di Alfonso Balcázar (1967)
- Monika und die Sechzehnjährigen, regia di Charly Steinberger (1975)
- Götz von Berlichingen mit der eisernen Hand, regia di Wolfgang Liebeneiner (1979)
- Der Bockerer, regia di Franz Antel (1981)
- Nägel mit Köpfen, regia di Wigbert Wicker (1986)
- Bitte laßt die Blumen leben, regia di Duccio Tessari (1986)
- Venti dal Sud, regia di Enzo Doria (1994)

### Televisione
- Glasmenagerie, regia di Harald Braun - film TV (1958)
- Zum Geburtstag, regia di Imo Moszkowicz - film TV (1960)
- Der jüngste Tag, regia di Michael Kehlmann - film TV (1961)
- Lauter Lügen, regia di Thomas Engel - film TV (1961)
- Die Besessenen, regia di Michael Kehlmann - film TV (1962)
- Jahre danach, regia di Peter Beauvais - film TV (1963)
- Der arme Bitos... oder Das Diner der Köpfe, regia di Peter Beauvais - film TV (1963)
- Maria Stuart, regia di Hans Lietzau - film TV (1963)
- Tod eines Handlungsreisenden, regia di Michael Kehlmann - film TV (1963)

- Der Strohhalm, regia di Gerhard Klingenberg - film TV (1964)
- Die Verbrecher, regia di Michael Kehlmann - film TV (1964)
- Sergeant Dower muß sterben, regia di Michael Kehlmann - film TV (1964)
- Das Pferd, regia di Boy Gobert e Erich Neuberg - film TV (1964)
- Bernhard Lichtenberg, regia di Peter Beauvais - film TV (1965)
- Yerma, regia di Oswald Döpke - film TV (1965)
- Die Räuber, regia di Heinrich Koch - film TV (1966)
- Die fünfte Kolonne - serie TV, episodi 3x04-4x04 (1965-1966)
- Flieger Ross, regia di Michael Kehlmann - film TV (1966)
- Rette sich, wer kann oder Dummheit siegt überall, regia di Michael Kehlmann - film TV (1966)
- Pauken und Trompeten, regia di Harry Buckwitz - film TV (1967)
- Interpol - serie TV, episodio 1x08 (1967)
- 1968: Graf Yoster gibt sich die Ehre (serie TV, episodio Die Straße nach unten)
- 1969: Schwester Bonaventura (film TV)
- 1969: Asche des Sieges (film TV)
- 1971: Hamburg Transit (film TV, episodio 35 Minuten Verspätung)
- 1970–1971: Der Kurier der Kaiserin (serie TV, ventisei episodi)
- 1971: Oliver (film TV)
- 1971: Der Kommissar (serie TV, episodio Lisa Bassenges Mörder)
- 1974: Sergeant Berry (serie TV, tredici episodi)
- 1974: Verurteilt 1910 (film TV)
- 1975: Am Wege
- 1978: Il commissario Köster (serie TV)
- 1979: Il commissario Köster (serie TV)
- 1979: Das Licht der Gerechten (La lumière des justes, serie TV)
- 1979: Tatort (serie TV, episodio Freund Gregor)
- 1979: L'ispettore Derrick (serie TV, episodio "Asso di quadri", 1979; ruolo: Bernhard Demmler), regia di Dietrich Haugk
- 1980: Kolportage (film TV)
- 1980: Kabale und Liebe (film TV)
- 1981: Tarabas (film TV)
- 1982: Tatort (serie TV, episodio Trimmel und Isolde)
- 1982: L'ispettore Derrick (serie TV, episodio "Viaggio a Lindau"; ruolo: Martin Gericke), regia di Alfred Vohrer
- 1983: Ringstraßenpalais (serie TV, episodio Eine Rechnung wird bezahlt)
- 1983: Liebe hat ihre Zeit (film TV)
- 1983: Mich wundert, daß ich so fröhlich bin (film TV)
- 1983: La nave dei sogni (serie TV, episodio Marokko)
- 1984: L'ispettore Derrick (serie TV, episodio "Metodi da gangster"; ruolo: Dott. Blunk), regia di Alfred Vohrer
- 1984: Il commissario Köster (serie TV)
- 1984: Heiße Wickel – kalte Güsse (serie TV)
- 1985: Der Sonne entgegen (serie TV, cinque episodi)
- 1985–1989: La clinica della Foresta Nera (serie TV, 71 episodi, 1985-1989)
- 1986: Detektivbüro Roth (serie TV, 2 episodi, 1986)
- 1986: Hessische Geschichten (serie TV, episodio Die Fachdiagnose)
- 1989: Ein Geschenk des Himmels (film TV)
- 1989: Geld macht nicht glücklich (film TV)
- 1990: Wohin die Liebe fällt (film TV)
- 1990: Die spät bezahlte Schuld (film TV)
- 1990: Kartoffeln mit Stippe (miniserie TV)
- 1990–1993: Ein Schloß am Wörthersee (serie TV, episodi Der Pechvogel e Die goldene Nase)
- 1991: La nave dei sogni (serie TV)
- 1991: Das Traumschiff – Disney World
- 1992: Der Fotograf oder Das Auge Gottes (serie TV)
- 1993: Die Skrupellosen - Hörigkeit des Herzens
- 1993: Wolff, un poliziotto a Berlino (serie TV)
- 1993: La scalata, regia di Vittorio Sindoni - miniserie TV (1993)
- 1994: L'ispettore Derrick (serie TV, episodio "Un volto dietro la vetrina", 1994; ruolo: Hugo Zeller), regia di Dietrich Haugk
- 1995: La nave dei sogni (serie TV)
- 1995: Rosamunde Pilcher -  Wolken am Horizont (film TV)
- 1995: Tatort (serie TV)
- 1995: L'ispettore Derrick (serie TV, episodio "Persone perbene", 1995; ruolo: Jakob Bienert), regia di Theodor Grädler
- 1995: L'ispettore Derrick (serie TV, episodio "Il luogo perduto", 1995; ruolo: Gregor Lenau), regia di Alfred Weidenmann
- 1996-2003: Klinik unter Palmen (serie TV, 1996-2003; ruolo: Dott. Frank Hofmann)
- 1998: girl friends – Freundschaft mit Herz, Wiedersehen in Palma (film TV)
- 1999: Herz über Bord (1999) (film TV)
- 1999: Geschichten aus dem Leben (serie TV, episodio Zwei kleine Affären)
- 1999: Gaukler der Liebe (film TV)
- 1999: Siska (serie TV, episodio Die 10% Bande)
- 1999: Herz über Bord
- 2000: Siska (serie TV, episodio Herrn Lohmanns gesammelte Mörder)
- 2000: Zwei Dickköpfe mit Format (film TV)
- 2000: Il nostro amico Charly (serie TV, episodio Der blinde Passagier)
- 2001: Ein Stück vom Glück (film TV)
- 2001: Zwei unter einem Dach (film TV)
- 2001: 14º Distretto (serie TV, episodio Der süße Betrug)
- 2001: Wilder Kaiser (serie TV, episodio Der Wolf)
- 2001: Il medico di campagna (serie TV)
- 2002: girl friends – Freundschaft mit Herz (serie TV, episodi Vaterliebe e Ein schwerer Schlag)
- 2002: Un caso per due (serie TV, episodio Penthouse mit Leiche)
- 2002: Klinikum Berlin Mitte – Leben in Bereitschaft (serie TV, episodio Abgesperrt)
- 2002: Ein himmlisches Weihnachtsgeschenk (film TV)
- 2003: Il nostro amico Charly (serie TV, episodio Schmetterlinge im Bauch)
- 2003: Heimatgeschichten – Der Schatzgräber (serie TV, episodio Der Schatzgräber)
- 2003: Die Schwarzwaldklinik – Die nächste Generation (film TV)
- 2004: In aller Freundschaft (serie TV, episodio Ein Mann fürs Leben)
- 2005: Die Schwarzwaldklinik – Neue Zeiten (film TV)

## Doppiatori italiani
- Ne La clinica della Foresta Nera, Klausjürgen Wussow è stato doppiato da Giuseppe Rinaldi[13].